# Tomás Ruiz-Rivas
Tomás Ruiz-Rivas (Madrid 24 de marzo de 1962) es un escritor y artista visual español, con una mirada crítica y análitica de los conflictos del sistema artístico español.

## Trayectoria profesional
Inició los estudios de Bellas Artes en la Facultad de BB AA de la Universidad Complutense de Madrid, pero no concluyó la carrera. Trabaja en España y México. Fundó y dirigió en 1993 el espacio alternativo El ojo atómico, donde desarrolló un programa de instalaciones de sitio específico durante tres años. En 1997 se trasladó a México y colaboró con el espacio alternativo La Panadería durante tres años, en 2000 regresó a Madrid. 
El ojo atómico fue denominado posteriormente como Antimuseo el año 2003, nombre com el que mantiene su actividad a lo largo de los años junto con su pareja la artista María María Acha-Kutscher. El Antimuseo, es un observatorio enfocado al análisis del sistema artístico español y la crítica institucional, e inicia un proyecto propio como artista, con el heterónimo Tom Lavin, sobre la identidad del español.
Recibió la beca de investigación curatorial del Museo Artium, con sede en Vitoria, para el desarrollo del proyecto “Micromuseos” en el País Vasco a lo largo de 2006 y 2007.
Colabora con diversas publicaciones en España y México. En el año 2006  participó en el encuentro ¿Un lugar bajo el sol? – los espacios para las prácticas creativas actuales. Revisión y análisis – en el Centro Cultural Español de Buenos Aires.
Entre sus proyectos realizados en México en el año 2009 figura el denominado Centro Portátil de Arte Contemporáneo. La documentación de este proyecto ha sido presentada en distintas instituciones, como el Museo Reina Sofía de Madrid, la Universidad Internacional de Andalucía, La Capella de Barcelona o NGBK de Berlín entre otras. En 2010 el Centro Portátil de Arte Contemporáneo. (CPAC) obtuvo una mención de honor del premio Ibermuseos. En 2011 realizó la exposición Mano a Mano con el General Cárdenas, Ciudad México, y el taller Antimuseo Efímero de Medellín, en el marco de MDE11.
Su trabajo como artista, con el heterónimo Tom Lavin, está centrado en la identidad española y la memoria histórica, y ha merecido diversos reconocimientos, becas y premios, como AVAM CRAC 2006, la ayuda para actos relacionados con la Guerra Civil y víctimas del Franquismo del Ministerio de Presidencia de España, en 2007, o la ayuda para industrias culturales del Ministerio de Cultura de España en 2010 en Mano a mano con el general Cárdenas

## Comisariados
El Ojo Atómico  organizó el festival de performances de Madrid del 3 al 7 de octubre de 1991. 
La exposición La cara oculta de la luna,Arte alternativo en el Madrid de los 90.Esta  exposición celebrada en 2017 ocupó varias  salas del espacio  Centro Centro, denominado así por estar ubicado en el centro de la ciudad ubicado en el emblemático Palacio de Cibeles, antiguo Palacio de Comunicaciones, sede actual del Ayuntamiento de Madrid.
En el año 2020 crea el museo más pobre del mundo con la colección [M]UMoCA, el museo más pobre del mundo consiste en la donación de obras fallidas de artistas contemporáneos españoles.

## Publicaciones
La cara oculta de la lunaː arte alternativo en el Madrid de los 90 es un ensayo que abarca el periodo 1990-2003, en este estudio Ruiz-Rivas muestra un análisis y una narrativa histórica  de las prácticas de auto-organización artística en Madrid, y su incorporacióna los procesos de producción y distribución del arte contemporáneo. 
Ha publicado numerosos textos en revistas especializadas y libros de teoría del arte, y tomado parte en importantes foros teóricos, como SITAC en México. 